# Герб Мшанця (Самбірський район)
Герб Мшанця — офіційний символ села Мшанець, Самбірського району Львівської області, затверджений 11 вересня 1999 року рішенням сесії Мшанецької сільської ради. 
Автор — А. Гречило.

## Опис
У синьому полі зі срібної основи виростає золоте дерево, ліворуч якого стоять три срібні качки.

## Зміст
На печатках Мшанецької громади з ХІХ ст. було зображено дерево та три качки. Цей сюжет збережено й у сучасних символах.